# Тамбовка (Білогірський район)
Тамбо́вка (до 1948 — Бєш-Куртка́, крим. Beş Qurtqa) — село Білогірського району Автономної Республіки Крим.
Відстань від райцентру до населеного пункта становить 36 кілометрів по прямій.
У 2023 році у проєкті Постанови Верховної Ради України «Про перейменування деяких населених пунктів Автономної Республіки Крим» село запропоновано перейменувати на Беш-Куртка.

## Уродженці
- Айдер Осман — кримськотатарський письменник.
- Зімін Олег Петрович — колишній народний депутат України.